# Nuoto ai campionati europei di nuoto 2016 - Staffetta mista 4x100 metri misti
La staffetta mista 4x100 m misti degli Europei 2016 si è svolta il 17 maggio 2016. Le batterie si sono svolte la mattina, mentre la finale si è svolta la sera dello stesso giorno.

## Medaglie
| Posizione | Oro | Argento | Bronzo                                                                         |
| --------- | --- | --- | ------------------------------------------------------------------------------ |
| Paese     | Regno Unito | Italia | Ungheria                                                                       |
| Atleti    | Chris Walker-Hebborn Adam Peaty Jemma Lowe Francesca Halsall Georgia Davies* Craig Benson* Siobhan-Marie O'Connor* Duncan Scott | Simone Sabbioni Martina Carraro Piero Codia Federica Pellegrini Christopher Ciccarese* Fabio Scozzoli* Ilaria Bianchi* | Gábor Balog Gábor Financsek Evelyn Verrasztó Zsuzsanna Jakabos Dávid Földházi* |

## Record
Prima della manifestazione il record del mondo (RM), il record europeo (EU) ed il record dei campionati (RC)   erano i seguenti.
| Record mondiale       | 3'41"71 | Regno Unito | 5 agosto 2015 Kazan', Russia     |
| Record europeo        | 3'41"71 | Regno Unito | 5 agosto 2015 Kazan', Russia     |
| Record dei campionati | 3'44"02 | Regno Unito | 19 agosto 2014 Berlino, Germania |

Durante la competizione non sono stati migliorati record.

## Risultati

### Batterie
Le batterie sono state disputate alle 11.17 ora locale.
| Pos. | Batteria | Corsia | Nazione     | Nuotatori                                                                                                 | Tempo   | Note |
| ---- | -------- | ------ | ----------- | --- | ------- | ---- |
| 1    | 2        | 7      | Regno Unito | Georgia Davies (1:00.35) Craig Benson (1:00.49) Siobhan-Marie O'Connor (58.21) Duncan Scott (48.87)       | 3:47.92 | Q    |
| 2    | 2        | 3      | Italia      | Christopher Ciccarese (55.69) Fabio Scozzoli (1:01.09) Ilaria Bianchi (58.12) Federica Pellegrini (53.62) | 3:48.52 | Q    |
| 3    | 2        | 2      | Svezia      | Mattias Carlsson (55.63) Erik Persson (1:01.15) Stina Gardell (59.81) Ida Lindborg (55.13)                | 3:51.72 | Q    |
| 4    | 1        | 6      | Ungheria    | Dávid Földházi (55.65) Gábor Financsek (1:01.78) Evelyn Verrasztó (1:01.22) Zsuzsanna Jakabos (55.13)     | 3:53.78 | Q    |
| 5    | 2        | 4      | Finlandia   | Mimosa Jallow (1:01.08) Sami Aaltomaa (1:02.18) Tanja Kylliaeinen (1:01.23) Ari-Pekka Liukkonen (49.45)   | 3:53.94 |      |
| 6    | 1        | 4      | Turchia     | Ege Başer (55.81) Demir Atasoy (1:01.74) Gizem Bozkurt (1:01.06) Ilknur Nihan Cakici (56.14)              | 3:54.75 | Q    |
| 7    | 1        | 3      | Norvegia    | Markus Lie (58.03) Ariel Braathen (1:09.88) Sindri Thor Jakobsson (54.36) Susann Bjoernsen (54.76)        | 3:57.03 | Q    |
| 8    | 1        | 5      | Moldavia    | Tatiana Salcutan (1:04.79) Alina Bulmag (1:15.05) Pavel Izbisciuc (59.58) Alexei Sancov (53.82)           | 4:13.24 | Q    |
| -    | 2        | 5      | Estonia     | Alina Kendzior (1:03.33) Filipp Provorkov (1:02.71) Daniel Zaitsev (53.76) Kertu Ly Alnek                 | DSQ     | DSQ  |
| -    | 1        | 7      | Francia     | Benjamin Stasiulis Théo Bussiere Marie Wattel Cloé Hache                                                  | DSQ     | DSQ  |
| -    | 1        | 2      | Polonia     | DNS | DNS     | DNS  |
| -    | 2        | 6      | Svizzera    | DNS | DNS     | DNS  |

### Finale
La finale è stata disputata alle 19.40 ora locale.
| Pos. | Corsia | Nazione     | Nuotatori                                                                                                | Tempo   | Note |
| ---- | ------ | ----------- | --- | ------- | ---- |
|      | 4      | Regno Unito | Chris Walker-Hebborn (54.36) Adam Peaty (58.84) Siobhan-Marie O'Connor (57.69) Francesca Halsall (53.67) | 3:44.56 |      |
|      | 5      | Italia      | Simone Sabbioni (54.01) Martina Carraro (1:07.48) Piero Codia (51.05) Federica Pellegrini (53.20)        | 3:45.74 |      |
|      | 6      | Ungheria    | Gábor Balog (54.51) Gábor Financsek (1:01.19) Evelyn Verrasztó (59.37) Zsuzsanna Jakabos (54.43)         | 3:49.50 |      |
| 4    | 3      | Svezia      | Mattias Carlsson (55.12) Erik Persson (1:00.70) Stina Gardell (59.75) Ida Lindborg (54.40)               | 3:49.97 |      |
| 5    | 2      | Turchia     | Ege Başer (56.38) Demir Atasoy (1:01.74) Gizem Bozkurt (1:01.05) Ilknur Nihan Cakici (56.92)             | 3:56.09 |      |
| 6    | 1      | Moldavia    | Tatiana Salcutan (1:04.91) Alina Bulmag (1:11.42) Pavel Izbisciuc (58.61) Alexei Sancov (51.75)          | 4:06.69 |      |
| -    | 7      | Norvegia    | Markus Lie (57.13) Ariel Braathen Sindri Thor Jakobsson Susann Bjoernsen                                 | DSQ     | DSQ  |